# Connaigre
Connaigre is een schiereiland in de Saint Lawrencebaai aan de zuidkust van het Canadese eiland Newfoundland. Connaigre scheidt de in het oosten gelegen Fortune Bay van de in het westen gelegen Hermitage Bay. 

## Geografie
Het 800 km² grote schiereiland Connaigre heeft ruwweg de vorm van een driehoek die met zijn noordelijke punt verbonden is met de rest van Newfoundland. De westelijke zijde is met een lengte van ruim 45 km het langst; de oostelijk zijde is ongeveer 30 km lang. Door de aanwezigheid van verschillende relatief lange en smalle zee-inhammen aan de zuidkust is Connaigre in feite onderverdeeld in verschillende kleinere schiereilanden.

### Plaatsen
Het schiereiland Connaigre telt zes gemeenten, die hieronder tezamen met hun bevolkingsomvang (2021) vermeld zijn.
- Harbour Breton – 1.477
- St. Jacques-Coomb's Cove – 546
- Hermitage-Sandyville – 404
- Belleoram – 348
- Seal Cove – 246
- Pool's Cove – 143

Connaigre telt nog verschillende gehuchten in gemeentevrij gebied (zoals Furby's Cove, Miller's Passage en Red Cove), maar deze zijn sinds de hervestigingen van de jaren 1950 en 1960 allen spookdorpen geworden. Desondanks worden sommige van de huizen in deze plaatsen soms nog gebruikt (bijvoorbeeld als buitenverblijf of vakantiewoning).

## Demografie
Connaigre vormt bij de Canadese census geen demografische divisie op zichzelf, maar is bij de vijfjaarlijkse volkstelling verdeeld tussen Subdivisions A, B en C van Census Division No. 3 van de provincie Newfoundland en Labrador. Demografisch gezien kent het afgelegen schiereiland, net zoals grote delen van de rest van Newfoundland, de voorbije jaren een stevige achteruitgang. Tussen 1991 en 2016 daalde de bevolkingsomvang van 5.339 naar 3.477. Dat komt neer op een daling van 34,9% in 25 jaar tijd.
| Demografische ontwikkeling van Connaigre tussen 1991 en 2021    |
| --------------------------------------------------------------- |
|                                                                 |
| Bron: Statistics Canada (1991–1996, 2001–2006, 2011–2016, 2021) |

## Veerdiensten
Vanuit de haven van Hermitage vertrekt meermaals per dag een ferry naar de gemeente Gaultois (gelegen op Long Island)  en ook vrijwel iedere dag een naar het gehucht McCallum, die beide geen weg ernaartoe hebben.
Vanuit de haven van het oostelijke dorp Pool's Cove vertrekt voorts iedere dag een ferry (soms twee) naar het dorp Rencontre East, dat net als Gaultois en McCallum niet via de weg bereikbaar is. De boottocht duurt 1u45 en de ferry heeft een maximale capaciteit van 20 personen.

## Gezondheidszorg
In de gemeente Harbour Breton bevindt zich het Connaigre Peninsula Health Centre, een gezondheidscentrum dat zowel primaire als langetermijnzorg aanbiedt aan de inwoners van het ganse schiereiland. Het centrum valt sinds 2023 onder de bevoegdheid van de Newfoundland and Labrador Health Services (voorheen onder die van de gezondheidsautoriteit Central Health).